# منتخب الصين لاتحاد الرغبي
منتخب الصين الوطني لاتحاد الرغبي هو ممثل الصين الرسمي في المنافسات الدولية في اتحاد الرغبي . تأسس في 1 نوفمبر 1997.